# Caspar Calvör

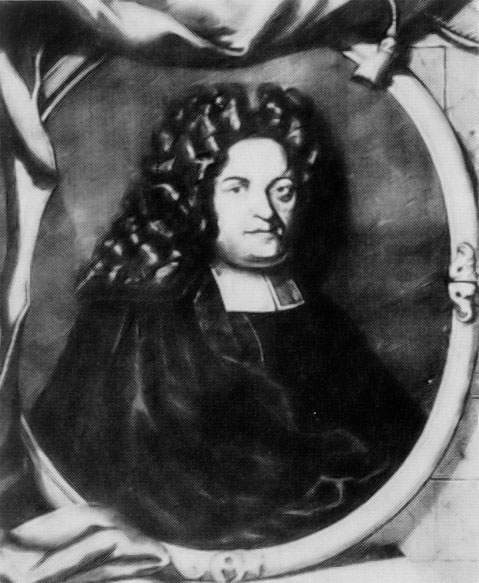
Caspar Calvör

Caspar Calvör (* 8. November 1650 in Hildesheim; † 11. Mai 1725 in Clausthal) war ein deutscher, lutherischer Theologe und Universalgelehrter. Bekannt ist er vor allem als ein bedeutender Kirchenmann des Barock in Niedersachsen, durch seinen Schriftwechsel mit diversen bedeutenden Gelehrten der damaligen Zeit (Leibniz et al.), durch seine Tätigkeit als Erzieher des jungen Komponisten Georg Philipp Telemann und als Begründer einer bedeutenden Büchersammlung.

## Leben
Caspar Calvör war der Sohn des Schulrektors und Pastors Joachim Calvör. In Hildesheim ging er zunächst auch zur Schule, bis sein Vater als Prediger nach Braunschweig ging. Ab 1668 studierte er Philosophie und Theologie an der Universität Jena. 1672 wechselte er an die Universität Helmstedt, wo er am 8. Oktober 1674 zum Magister promoviert wurde und selbst bis 1677 unterrichtete. Im synkretistischen Streit, bei dem der Helmstädter Theologe Calixt im Mittelpunkt stand, nahm der grundsätzlich orthodoxe Calvör eine vermittelnde Rolle ein.
Im Jahr 1677 erhielt Calvör einen Ruf als Diakon nach Zellerfeld. Die Stadt und die dortige St.-Salvatoris-Kirche waren bei einer Feuersbrunst 1672 fast völlig zerstört worden, und der Wiederaufbau fiel in die Amtszeit Calvörs. Die Städte Clausthal und Zellerfeld sollten bis zu seinem Tode das Zentrum seines Schaffens bleiben, jedoch mit wachsender überregionaler Bedeutung.
Am 18. Mai 1679 heiratete er die Zehntnerstochter Catharina Sophie Wiechmann, mit der er bis zu deren Tod 31. August 1704 verheiratet war, jedoch keine Kinder hatte. Das gemeinsame Testament wurde am 3. Juni 1702 u. a. von dem Orgelbauer Arp Schnitger als Zeugen unterzeichnet.

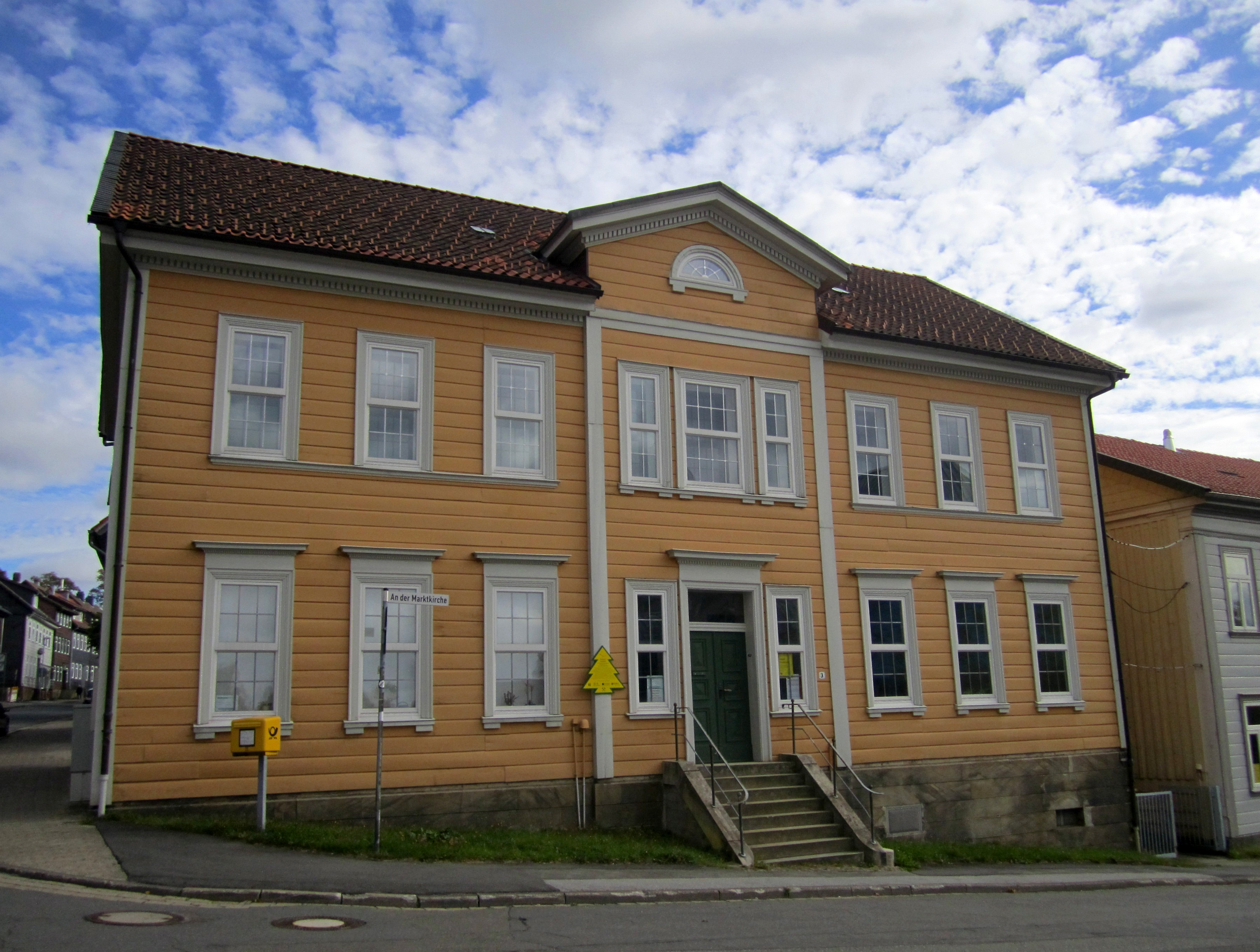
Generalsuperintendentenhaus in Clausthal

1684 wurde er zum Superintendenten der Kommunion Oberharz (Kirchengemeinden Zellerfeld, Wildemann, Grund, Lautenthal) ernannt, die Superintendur befand sich in Zellerfeld. 1710 wechselte Calvör als Generalsuperintendent von Grubenhagen (Bezirke Clausthal, Osterode, Herzberg und Einbeck) nach Clausthal. Erst in Zellerfeld und dann in Clausthal begann er seine umfangreiche schriftstellerische und wissenschaftliche Tätigkeit, aus der fast 30 größere Werke in deutscher und lateinischer Sprache zu Themen der Theologie und Liturgie, aber auch Geschichte, Archäologie und Naturwissenschaften entsprangen. Er wechselte Briefe mit führenden Köpfen seiner Zeit und war ein Freund des Philosophen Gottfried Wilhelm Leibniz sowie des Orgelbauers Arp Schnitger, der auf Betreiben Calvörs in der o. g. Kirche St. Salvatoris 1699–1702 eine neue Orgel schuf. Von 1694 bis 1697 war Calvör Erzieher und musischer Förderer des jungen Komponisten Georg Philipp Telemann.
Seine Arbeit machte ihn über die Grenzen des Harzes bekannt, so dass ihm diverse angesehene Kirchenämter und Lehrstühle angetragen wurden. Dies wiederum bewog Herzog Anton Ulrich von Braunschweig-Wolfenbüttel, ihn 1703 zum Konsistorial- und Kirchenrat zu ernennen. In der weiteren Folge wurde er 1709 zum Generalsuperintendenten und Konsistorialrat im Fürstentum Halberstadt und schließlich 1710 zum Generalsuperintendenten des Herzogtums Grubenhagen (Bezirke Clausthal, Osterode, Herzberg, Einbeck) mit Sitz in Clausthal berufen.
Ab 1710 war er auch Pastor in Clausthal und Ephorus des dortigen Lyzeums, an das er 1713 seinen mutmaßlichen Verwandten Henning Calvör berief. Hier trat er als vehementer Gegner des Pietismus auf, den er von orthodoxer Seite aus kritisierte.
Caspar Calvör starb 1725 im Alter von 74 Jahren und wurde in der St.-Salvatoris-Kirche in Zellerfeld beigesetzt.
Seine umfangreiche barocke Privatbibliothek, die zum Zeitpunkt der Testamentseröffnung 2.964 Bände mit etwa 8.000 bibliographischen Einheiten umfasste, stiftete er der Kirchengemeinde Zellerfeld. Die in den folgenden Jahrhunderten noch auf 4.400 Bände mit rund 11.000 bibliographischen Einheiten angewachsene Bibliothek wird seit 1963 unter dem Namen „Calvörsche Bibliothek“ in der Universitätsbibliothek der TU Clausthal aufbewahrt.

## Schriften (Auswahl)
- Gueldenes Kleeblatt drey erbaulicher Buechlein, Clausthal 1691.
  - daraus neu aufgelegt: Sabbath und Vorsabbath – Eine Anleitung zur Stille und zum Gebet, ein Auszug aus Gueldenes Kleeblatt (…) von 1691, durch Wilhelm Löhe. Linea, Bad Wildbad 2009, ISBN 978-3-939075-27-1.

Siehe auch Weblinks zu weiteren Bibliografien.